# فحم وقاد

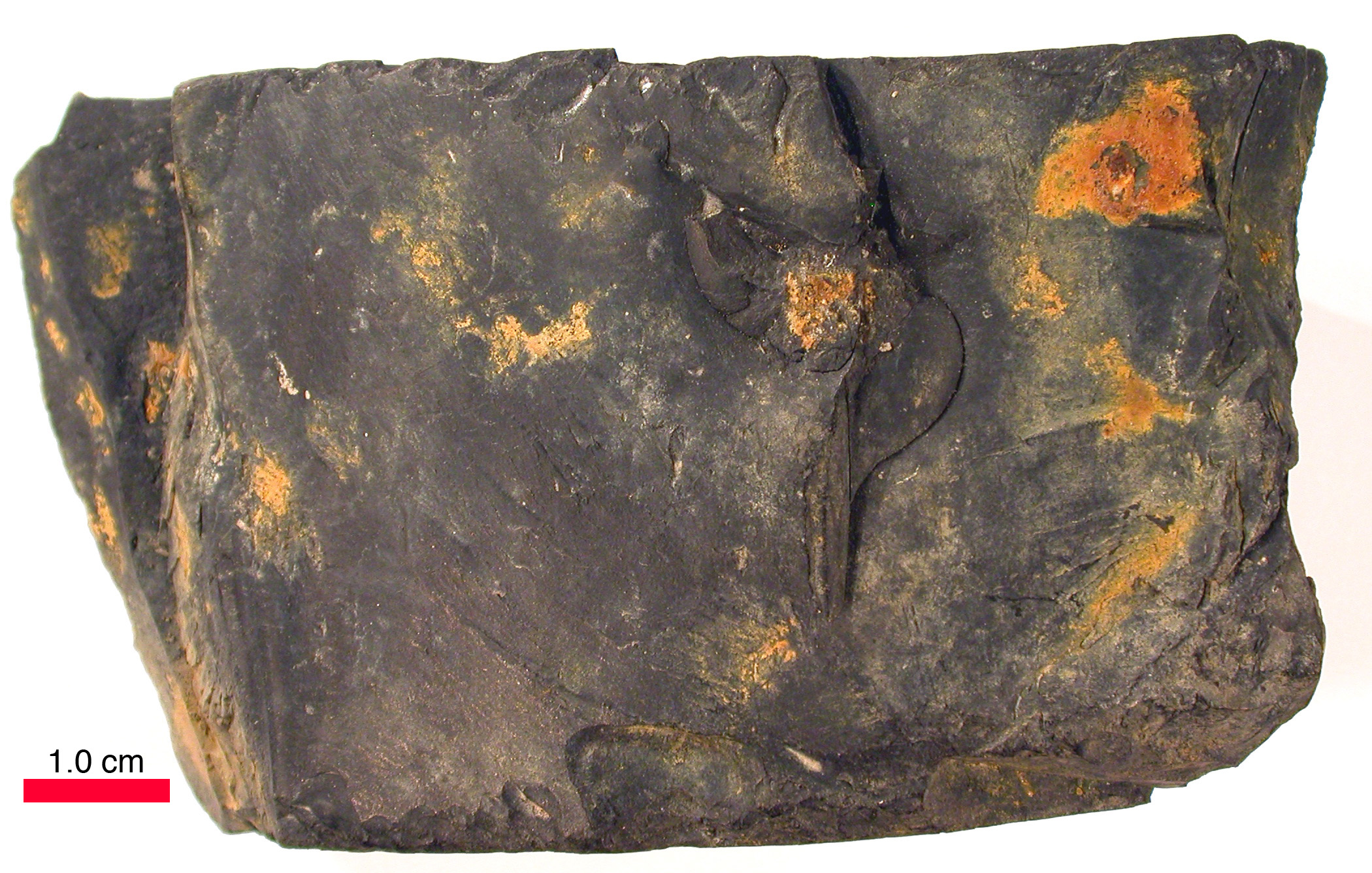
فحم وقاد من ولاية بنسلفَنية في شمال شرق ولاية أوهايو

الفحم الوقَّاد نوع من الفحم القاري  يُصنف أيضًا على أنه صخر زيتي من النوع الأرضي. نظرًا لتشكله الفيزيائي ومحتواه المعدني المنخفض ، يعد فحمًا ولكن من خلال قوامه وتكوينه للمادة العضوية فإنه يعد من الصخر الزيتي.